# Novohannivka, Verhnodniprovsk
Novohannivka (în ucraineană Новоганнівка) este un sat în comuna Dmîtrivka din raionul Verhnodniprovsk, regiunea Dnipropetrovsk, Ucraina.

## Demografie
Componența lingvistică a localității Novohannivka
     Ucraineană (85,71%)
     Rusă (7,14%)
Conform recensământului din 2001, majoritatea populației localității Novohannivka era vorbitoare de ucraineană (85,71%), existând în minoritate și vorbitori de rusă (7,14%).